# 善のイデア
善のイデア（希: τοῦ ἀγαθοῦ ἰδέαν）とは、プラトン哲学における最重要徳目。

## 概要
主著である『国家』において、プラトンは「哲人王」が目指すべき最高のものとして、この「善のイデア」を提示し、その説明を
- 太陽の比喩
- 線分の比喩
- 洞窟の比喩

という3つの比喩を用いて行った。
これらを通して、プラトンは「善のイデア」こそが、他の諸々のイデア（徳目の理念）を遥かに超越した、「イデア界」やその模像である「物理現象界」を成立させる原因となり、世界・認識の根源を司る最重要なものであることを指摘・主張する。
また後期作品『ティマイオス』では、「善のイデア」を世界の創造神デミウルゴスに喩えて表現している。
プラトンの弟子であったアリストテレスは、『ニコマコス倫理学』第1巻第6章において、この（具体性・個別性から切り離された独立的実体としての）「善のイデア」の実在性を否定して批判しており、これが両者の思想における決定的な相違点の1つとなっている。そしてアリストテレスは代わりに、具体的・個別的な善と結びついた「最高善」概念を提唱している。
（ちなみに、両者の他の相違点としては、『オルガノン』における弁証術（ディアレクティケー）の位置付け・扱い、『形而上学』における「一と多」問題の扱い、『政治学』におけるプラトン的国制の画一性・硬直性批判、『弁論術』『詩学』における弁論術や詩の位置付け・扱いなどがある。）